# شهرستان خولمسکی (استان ساخالین)
شهرستان خولمسکی (به لاتین: Kholmsky District) یک شهرستان در روسیه است که در استان ساخالین واقع شده‌است.